# Stockasjön (Borås socken, Västergötland)
Stockasjön är en sjö i Borås kommun i Västergötland och ingår i Viskans huvudavrinningsområde. Sjön är 6 meter djup, har en yta på 0,005 kvadratkilometer och befinner sig 152 meter över havet.